# Список высших учебных заведений Магаданской области
В список высших учебных заведений Магаданской области включены образовательные учреждения высшего и высшего профессионального образования, находящиеся на территории Магаданской области и имеющие действующую лицензию на образовательную деятельность. Список вузов приведён в соответствии с данными сводного реестра лицензий. По состоянию на 2 октября 2021 года в Магаданской области действующую лицензию имеет 1 классический вуз.

## Список высших образовательных учреждений
| Название                                     | Категория       | Статус      | Год основания | Месторасположение | Число студентов |
| -------------------------------------------- | --------------- | ----------- | ------------- | ----------------- | --------------- |
| Северо-Восточный государственный университет | государственный | университет | 1960          | Магадан           | 2693            |